# Barisoa intentalis
Barisoa intentalis là một loài bướm đêm trong họ Crambidae.